# دومينيك سامويل
دومينيك سامويل (29 سبتمبر 1994 بتورونتو في كندا - ) هو لاعب كرة قدم كندي في مركز الدفاع.

## روابط خارجية
- دومينيك سامويل على موقع قاعدة بيانات كرة القدم.إي يو (الإنجليزية)
- دومينيك سامويل على موقع Soccerway.com (الإنجليزية)